# Roman Vishniac

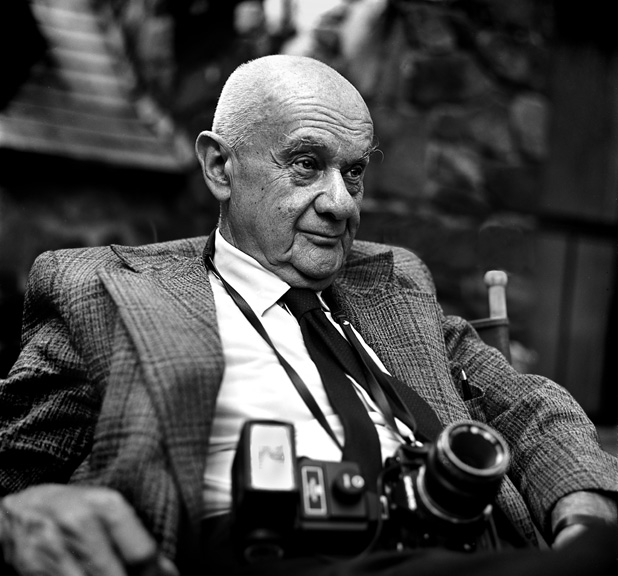
Roman Vishniac 1977

Roman Vishniac (russisch Роман Вишняк, Roman Wischnjak; * 19. August 1897 in Pawlowsk bei Sankt Petersburg; † 22. Januar 1990 in New York) war ein US-amerikanischer Biologe, Fotograf und Pionier der Wissenschaftsfotografie. Besonders bekannt wurde er für seine Fotografien des jüdischen Lebens in Mittel- und Osteuropa vor dem Nationalsozialismus.

## Leben
Vishniac wurde in Pawlowsk, nahe Sankt Petersburg als Sohn des wohlhabenden Schirmfabrikanten Solomon Wischnjak und seiner Frau Manja geboren und wuchs in Moskau auf. Schon als Kind interessierte er sich für Biologie. Zu seinem siebten Geburtstag schenkte seine Großmutter ihm ein Mikroskop, das er ausgiebig benutzte. Es gelang ihm, durch dieses Mikroskop Fotos zu machen. Unter anderem machte er Aufnahmen vom Muskel einer Küchenschabe in 150-facher Vergrößerung.
Ab 1914 studierte er in Moskau Biologie, wo er unter anderem dem Biologen Nikolai Koltzoff assistierte. Kurz darauf wurde er zur Armee eingezogen.
1918 lernte Vishniac Luta (Leah) Bagg kennen. Ihre Familie stammte aus Riga, im Juli 1920 kehrte sie ins nun unabhängig gewordene Lettland zurück. Vishniac desertierte und folgte Luta. Da das Paar sich verlobte, erhielt auch Vishniac einen lettischen Pass, der es ihm und Luta erlaubte, nach Berlin auszureisen. Wenige Jahre zuvor war bereits Vishniacs Familie nach Berlin ausgewandert, um dem Antisemitismus, der auch nach der russischen Revolution nicht abnahm, zu entgehen.
Kurz nach der Ankunft in Berlin heirateten Roman Vishniac und Luta Bagg. Das Ehepaar bekam zwei Kinder, Wolf (1922–1973) und Mara (* 1926). Versuche, eine Existenz als Geschäftsmann aufzubauen, schlugen fehl. Danach widmete Vishniac sich nur noch seinen wissenschaftlichen Neigungen: der Mikroskopie und der Fotografie.
Mitte der 1930er Jahre verschlimmerte sich die Situation der Juden in Osteuropa beträchtlich. Das Berliner Büro des American Jewish Joint Distribution Committee bat Vishniac, die osteuropäischen Ghettos und Schtetlach aufzusuchen, um dort die Armut und das Elend bildlich festzuhalten. Von 1935 bis ca. 1939 reiste Vishniac häufig von Berlin nach Osteuropa, um die Kultur und das Leben der orthodoxen Juden zu dokumentieren.
Angesichts der zunehmenden Diskriminierung und Unterdrückung der Juden im nationalsozialistischen Deutschland bot die lettische Staatsbürgerschaft der Familie Vishniac zunächst noch einen gewissen Schutz. Nach der Reichspogromnacht am 9. November 1938 floh Luta jedoch mit den Kindern Wolf und Mara zu ihrer Schwester nach Schweden. Roman Vishniac folgte seinen Eltern nach Frankreich. Bald darauf wurde er in Paris verhaftet und interniert. Lettland war von der Sowjetunion annektiert worden und Vishniac wurde als staatenlos angesehen. Zu diesem Zeitpunkt war die Scheidung von Roman und Luta bereits beschlossene Sache. Sie wurde nur aufgeschoben, da man Komplikationen bei der Vergabe von Visa befürchtete. Luta Vishniac gelang es schließlich, für die ganze Familie Visa für die Vereinigten Staaten zu bekommen. Am Silvestertag 1940 kamen die Vishniacs mit der S.S. Siboney in New York an. An Bord dieses Schiffes waren unter anderem auch Antoine de Saint-Exupéry und Jean Renoir.

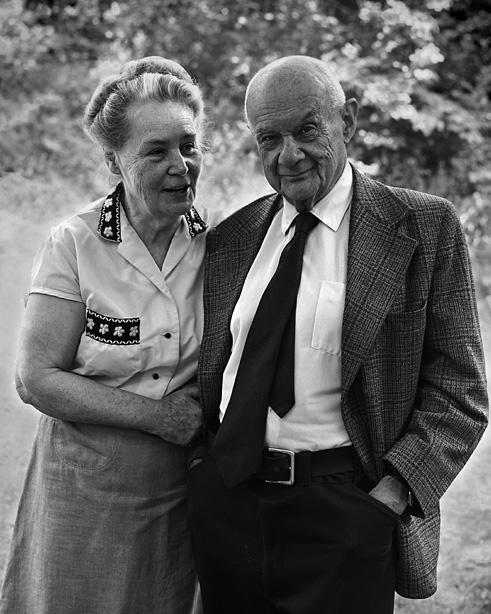
Edith und Roman Vishniac

In den USA hatte Vishniac es zunächst sehr schwer, beruflich Fuß zu fassen. Er sprach zwar Deutsch, Russisch und Jiddisch, aber kein Englisch, was sich als sehr hinderlich bei der Arbeitssuche herausstellte. Schließlich gelang es ihm, einige Porträtaufträge zu bekommen, die Vishniac und seine Familie jedoch nur schlecht ernähren konnten. 1942 entstand eines der bekanntesten Porträts Vishniacs, das von Albert Einstein. Vishniac hatte sich unter dem Vorwand Zugang zu Einsteins Haus verschafft, Grüße gemeinsamer Freunde aus Europa überbringen zu wollen. Vishniac fotografierte Einstein in einem Augenblick, in dem dieser in Gedanken versunken war und ihm keine Beachtung schenkte. Dieses Bild sollte Einsteins Lieblingsporträt von sich werden.
1946 wurde Vishniac von Luta geschieden. Nur ein Jahr später heiratete er Edith Ernst, eine Freundin der Familie. Bald darauf gab er die Porträtfotografie völlig auf, um nur noch auf dem Gebiet der Mikrofotografie und der Biologie zu arbeiten.
Auch im Alter blieb Vishniac aktiv. 1957 wurde er Mitarbeiter der Forschung am Albert Einstein College of Medicine und 1961 wurde ihm der Titel Professor of biological Education verliehen. In seinem achten Lebensjahrzehnt wurde er zum Chevron Professor of Creativity am Pratt Institute ernannt.
Er unterrichtete Orientalische und Russische Kunst, Philosophie, Religion in der Wissenschaft (insbesondere jüdische Inhalte), Ökologie, Numismatik, Fotografie an der City University of New York, an der Case Western Reserve University und verschiedenen anderen Instituten.
In den sechziger Jahren entstanden mit Unterstützung der National Science Foundation eine Reihe von Lehrfilmen, u. a. über Zellbiologie, Embryologie, Evolution, Genetik, Ökologie, Botanik, die Welt der Tiere und die Welt der Mikroben, die auf Vishniacs farbigen Mikrofotografien basierten.
Er erhielt Ehrendoktorwürden von der Rhode Island School of Design, vom Columbia College of Art und vom California College of Art. 1984 wurde er als Ehrenmitglied in die American Academy of Arts and Letters aufgenommen.
Er starb am 22. Januar 1990 an Darmkrebs.

## Werk

### Fotografie in Osteuropa, 1935–1939
Vishniac wurde bekannt durch seine Fotos von jüdischen Ghettos und Schtetlach in Osteuropa. Das Berliner Büro des American Jewish Joint Distribution Committee wollte Gelder sammeln, um den von Armut betroffenen jüdischen Gemeinden zu helfen. Vishniacs Bilder sollten das Elend dokumentieren. Jedoch entwickelte Vishniac großes Eigeninteresse an dieser Arbeit. Noch Jahre nachdem die Arbeit für das Komitee abgeschlossen war, reiste er nach Russland, Polen, Rumänien, in die Tschechoslowakei und Litauen.
Die Arbeit an seinen Fotografien konnte oft nur unter Schwierigkeiten erfolgen. In vielen Ländern war es Juden verboten, Kameras zu tragen, geschweige denn zu fotografieren. Deswegen gab Vishniac sich als Handelsvertreter aus und fotografierte grundsätzlich mit versteckter Kamera. Gelegentlich wurde er unter dem Verdacht der Spionage verhaftet.
Die Fotografien, die so entstanden, zeigen Menschen, meistens in kleinen Gruppen, wie sie ihrer alltäglichen Arbeit nachgehen, häufig religiöse Texte lesend, manchmal auch einfach nur dasitzend und teilnahmslos starrend. Kaum sieht man auf diesen Fotos den Anflug eines Lächelns.
Trotz der ungünstigen Bedingungen, unter denen diese Bilder entstanden, ohne zusätzliche Beleuchtung, außer gelegentlich einer Kerosinlampe, sind sie erstaunlich kontrastreich und haben eine verblüffend hohe Schärfentiefe.
Mehrere Bücher mit den Fotografien aus dieser Zeit wurden später in den Vereinigten Staaten veröffentlicht: Polish Jews, 1947, A Vanished World, 1983, To Give Them Light, 1993 und Children of a Vanished World, 1999.

### Mikrofotografie und Biologie
Vishniac war ein unermüdlicher Arbeiter auf dem Gebiet der Mikrofotografie, insbesondere der Interferenz-Mikroskopie und des mikroskopischen Films. Er entwickelte Methoden, seine Objekte lebend zu fotografieren, im Gegensatz zu anderen Forschern, die lediglich tote Exemplare ablichteten. Er hatte beträchtliches Talent, die sich bewegenden Lebewesen auf dem Objektträger seines Mikroskops in exakt dem richtigen Moment zu fotografieren. Laut Philippe Halsman, seinerzeit Präsident der American Society of Magazine Photographers, war Vishniac ein “besonderes Genie” auf dem Gebiet der Mikrofotografie. Er beschränkte sich nicht auf bestimmte Forschungsgegenstände, sondern arbeitete mit vielen verschiedenen Exemplaren, z. B. Protozoen und Glühwürmchen. Seine Arbeit blieb in Forschungskreisen nicht unbemerkt. In drei aufeinanderfolgenden Jahren gewann er einen Preis der Biological Photographic Association in New York.
Eines der spektakulärsten Beispiele von Vishniacs besonderem Talent war eine Fotografie seiner Tochter, bei der das Facettenauge eines Glühwürmchens als Objektiv dient.
Als Biologe spezialisierte Vishniac sich auf mikroskopische Meereslebewesen, die Physiologie der Wimpertierchen, den Kreislauf einzelliger Pflanzen, Endokrinologie und Metamorphose. Jedoch beschäftigte er sich hauptsächlich mit seinen Forschungsgegenständen, um sie besser fotografieren zu können.

### Weitere Fotografie
- Vishniacs Fotos von Insekten, die mit einer Kleinbild-Spiegelreflexkamera mit Zwischenringen gemacht wurden, sind bemerkenswert.

- In seiner Berliner Zeit machte er zahlreiche Fotos alltäglicher Szenen. Später, schon in den Vereinigten Staaten, entstanden berühmt gewordene Porträts, u. a. von Albert Einstein und Marc Chagall.

- Darüber hinaus ist Vishniac ein Pionier der Zeitraffertechnik, an der er bereits zwischen 1915 und 1918 arbeitete.

## Ausstellungen (Auswahl)
- 2014: Roman Vishniac:(re)discovered., Jüdisches Museum in Amsterdam.
- 2014: Roman Vishniac. De Berlin à New York, 1920–1975, Musée d’art et d’histoire du Judaïsme in Paris
- 2013: Roman Vishniac Rediscovered, International Center of Photography in New York
- 2005–2007: Roman Vishniac’s Berlin, Jewish Museum Berlin, Goethe-Institut New York
- 2001: Roman Vishniac Children of a Vanished World, Spertus Museum in Chicago
- 1993: Man, Nature, and Science, 1930–1985, International Center of Photography in New York
- 1971: The Concerns of Roman Vishniac, The Jewish Museum in New York
- 1962: Through the Looking Glass, IBM Gallery in New York

## Religion und Weltanschauung
Vishniac hatte stets starke Bindungen zum Judentum. Er wurde zum Zionisten und zum erbitterten Kämpfer gegen den Antisemitismus. Zahlreiche seiner Verwandten wurden in den Konzentrationslagern der Nationalsozialisten ermordet.
Er sah stets religiöse Aspekte in seiner Arbeit, wenn er auch kein strenggläubiger Anhänger des jüdischen Glaubens war. “Die Natur, Gott, oder wie auch immer man den Schöpfer des Universums nennen will, offenbart sich auf das deutlichste beim Blick durch das Mikroskop,” sagte er einmal.

## Bildbände
- Verschwundene Welt. Mit einem Vorwort von Elie Wiesel, Hanser Verlag, München und Wien 1983, ISBN 3-446-13841-2.
- Wo Menschen und Bücher lebten. Bilder aus der ostjüdischen Vergangenheit. Mit einem Vorwort von Elie Wiesel, Kindler Verlag, München 1993, ISBN 3-86150-083-3.